# Сульфати (мінерали)

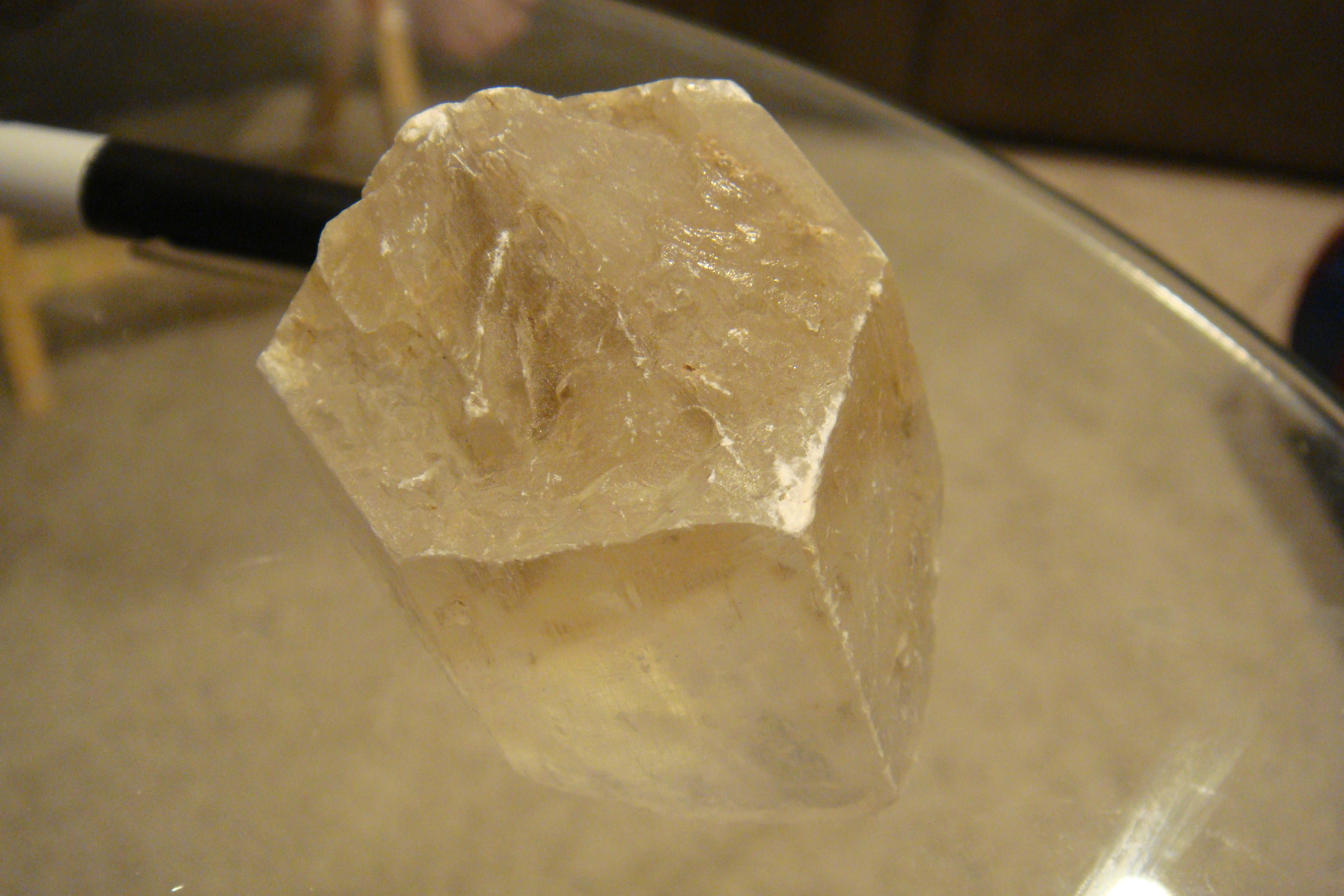
Ганксит, один з найменш поширених минералів сульфатів з карбонатом

Сульфати — клас мінералів, які у своєму складі містять сульфат-йон (SO42−). Належить до мінеральних солей.

## Загальний опис

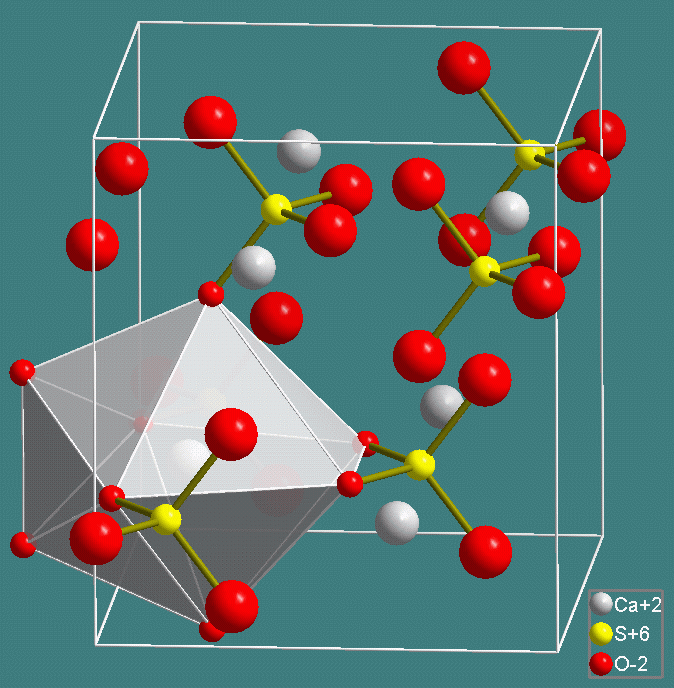
Кристалічна структура ангідриту

Основа структури сульфатів — аніони [SO4]2-, які разом з катіонами Ca, Sr, Ba, Pb та ін. створюють єдину структуру. У природі відомо близько 190 мінеральних видів сульфатів, які хімічно являють собою або прості безводні солі, або (частіше) прості і подвійні солі з конституційною і кристалізаційною (кристалогідрати) водою або з додатковими аніонами. Найпоширеніші природні сульфати — барит, целестин, ангідрит, ґіпс, алуніт, мірабіліт, тенардит, ярозит, полігаліт. Більшість природних сульфатів мають острівні кристалічні структури. На частку сульфатів припадає ~0,5 % маси земної кори.
- Твердість 2—3,5
- Густина 1,5—6,4
- Забарвлення різноманітне, у більшості світлі вкраплення.
- Показник заломлення 1,44-1,88, у більшості випадків низьке.
- Більшість сульфатів добре розчині у воді.

### Генезис
Сульфатні мінерали зазвичай зустрічаються в первинних середовищах осадження евапоритів, як жильні мінерали в гідротермальних жилах, та як вторинні мінерали в зоні окиснення родовищ сульфідних мінералів. 
Утворюються в умовах підвищеної концентрації кисню і при відносно низьких температурах, поблизу земної поверхні, головним чином шляхом осадження з вод соляних озер і лагун та в зонах гіпергенезу в районах з аридним кліматом. Частина сульфатів виникає при гідротермальних процесах і в зоні окиснення рудних родовищ.
Здебільшого сульфати-мінерали екзогенні (випаровування), хемогенні (у родовищах солей). Сульфати Cu, Zn та інших близьких елементів утворюються при руйнуванні сульфідів.

### Класифікація
За Класифікацією мінералів Нікеля — Штрунца розрізняють:
07 — Сульфати, селенати і телурати
07.A — сульфати (селенати та ін.) без додаткових аніонів, без H2O
07.B — сульфати (селенати та ін.) з додатковими аніонами, без H2O
07.C — сульфати (селенати та ін.) без додаткових аніонів, з H2O
07.D — сульфати (селенати та ін.) з додатковими аніонами, з H2O
07.E — ураніл-сульфати
07.F — хромати
07.G — молібдати, вольфрамати та ніобати
07.H — уран- та ураніл-молібдати та вольфрамати
07.J — тіосульфати
07.X — сульфати (селенати та ін.), некласифіковані Штрунцем
Міжнародна мінералогічна асоціація IMA/CNMNC запропонувала нову ієрархічну схему (Mills та ін., 2009), використовуючи класи Нікеля — Штрунца (10 видання).
На найвищому рівні цієї класифікації мінеральні види класифікуються в першу чергу за основним аніоном (O2−, S2− і т. д.), аніонним комплексом (OH−, SO2−
4, CO2−
2, PO3−
4, BxOZ−
y, SixOZ−
y і т. д.) або за відсутністю аніона (самородні елементи) в класи. Найбільш поширеними мінеральними класами є: самородні елементи, сульфіди, сульфосолі, галогеніди, оксиди, гідроксиди, арсеніти (з антимонітами, бісмутитами, сульфітами, селенітами і телуритами включно), карбонати, нітрати, борати, сульфати, хромати, молібдати, вольфрамати, фосфати, арсенати, ванадати, силікати і органічні сполуки.

Розрізняють:
- сульфаталофан (суміш алофану та алюмінату),
- сульфат кальціє-калієвий,
- сульфат-вапняно-калієвий (сингеніт),
- сульфат кальцію (ґіпс),
- сульфат-канкриніт (вишневіт — різновид канкриніту, в якому аніон [CO3]−2 частково заміщений аніонами [SO4]2- і Cl-, a натрій калієм),
- сульфатмаріаліт (маріаліт сульфатистий),
- сульфатмейоніт (мейоніт сульфатистий),
- сульфатмонацит (монацит сульфатистий),
- сульфат свинцю (англезит),
- сульфатскаполіт (скаполіт сульфатистий),
- сульфат стронцієвий (целестин),
- сульфатфериторит (торит залізно-сульфатистий).

## Приклади мінералів класу

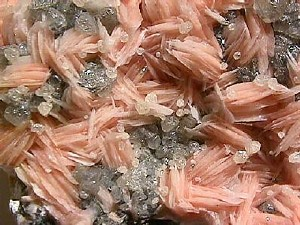
Барит з церуситом (Морокко)

- Барит BaSO4
- Целестин SrSO4
- Англезит PbSO4
- Ангідрит CaSO4
- Ганксит[en] Na22K(SO4)9(CO3)2Cl
- Гіпс CaSO4·2H2O
- Халькантит CuSO4·5H2O
- Кізерит MgSO4·H2O
- Starkeyite MgSO4·4H2O
- Hexahydrite MgSO4·6H2O
- Епсоміт MgSO4·7H2O
- Меридіаніїт[en] MgSO4·11H2O
- Мелантерит FeSO4·7H2O
- Антлерит Cu3SO4(OH)4
- Брошантит Cu4SO4(OH)6
- Alunite KAl3(SO4)2(OH)6
- Ярозит KFe3(SO4)2(OH)6
- Шауртеїт Ca3Ge4+[(OH)6(SO4)2]•3H2O.
- Шайрерит Na21(SO4)7F6Cl.

## Використання
Деякі з сульфатів видобувають для різних технічних цілей (гіпс, барит та ін), для хімічної промисловості (мірабіліт та ін), як руди Mg та ін.